# Релігія в Саудівській Аравії
Державна релігія Саудівської Аравії — іслам, його сповідують 97,7 % населення королівства. Моральне та правове вчення ісламу в деталях викладене в Суні — збірнику переказів (хадисів) про те, як діяв Муххамед за різних життєвих обставин. Джерелом віровчення в ісламі є Коран. Суна поряд з Кораном головне джерело мусульманського права. В основі громадянського законодавства Саудівської Аравії лежить система шаріату. Єдиними релігійними центрами в країні є мечеті.

## Іслам
Іслам (араб.-покірність, віддання себе Богу) — одна зі світових релігій. Виник у 7 ст. в Аравії та багато в чому визначив історію, ідейне і культурне життя значної частини населення Азії, Африки й частково Європи у середні віки, новий і новітній час. Увага ранніх мусульман до питань права знайшла відбиття у п'яти основах віровчення (п'ять стовпів віри): визнання єдинобожжя і пророчої місії Мухаммеда, молитва (салят), піст (саум), податок на користь бідних (закят), і паломництво (хадж). Ідейні розходження серед мусульман призвели до того, що вже у середині 8 ст. в ісламі утворилось не менше п'яти основних релігійно-політичних угруповань. Це — харіджити, шиїти, мурджиїти, мутазиліти та суніти.
Сунізм поширений серед 94,5 % населення королвіства, зокрема в Неджді (центр) вони становлять 99 %, в Ель-Хасі понад 70 %. Десь більше половини населення є прибічниками ханбалітського мазхабу (головним чином у Неджді). Шафіїти (37 %) живуть в західних провінціях Хіджаз та Асир; малкіти(приблизно 3 %) — у східній провінції Ель-Хаса і частково в містах Хіджазу; ханіфіти (1,5 %) — у містах Хіджазу та Ель–Хаси (місцеві араби та нащадки турків). Серед мусульман-сунітів мають вплив суфійські ордени, які діють переважно в Хіджазі, сенусійя, халватійя, саманійя, бейумійя.
В Саудівській Аравії найбільш впливова течія — ваххабізм, послідовники якої називають себе муваххідун (єдино божники).
Шиїти становлять 3 — 4 % населення королівства. Понад 73 % шиїтів живе в Ель-Хасі. В національному відношенні виділяють дві групи шиїтів: перша — місцеві саудівські араби, друга — іноземці (пакістанці, єменці, іранці, бенгальці). Серед них поширений вплив сект імамітів (бохарина — релігійно — правова система ахбарійун, іранці — релігійно- правова система усулійун), ісмаїлітів і зейдитів.
Іслам увібрав у себе релігійні уявлення як політеїстичних, так і давно живших на території Аравії монотеїстичних релігій (юдаїзму та християнства).
Усіх мусульман країни очолює король, а великий муфтій — його духовний заступник. Кожний мазхаб має своїх кадіїв та муфтіїв, але вищим духовним главою є великий муфтій ханбалітського мазхабу.

## Християнство
Християнами в країні є іноземні громадяни. Переважна більшість їх проживає на сході в провінції Ель — Хаса, частина на півночі провінції Неджд на нафтопромислах. Мешкає небагато християн у місті Джидда, саме там розташовані дипломатичні представництва багатьох християнських держав.
Римська Католицька Церква — найбільша за рахунок іноземних робітників християнська деномінація в країні. Місцеві католики адміністративно входять до апостоличного вікаріату Аравія.
Протестантів набагато менше приблизно — 0,05 %. Активність проявляють Голландська Реформатська Церква Америки, Церква Шотландії (пресвітеріани), адвентисти, англіканці.
Статистичні дані на 2010 рік:
Сумарна кількість населення Саудівської Аравії 27450,000;
Християнське населення 1,200,000;
Католицьке населення 1,050,000;
Протестанське населення 100000;
Православне населення 50000;
Інше християнське населення більш 1000.

## Співвідношення вірян у Саудівській Аравії
За даними Fischer Welt Almanach… і Шпажников Г. А. Релігії стран западної Азії, у Саудівській Аравії на 1999 рік була наступна офіційна статистика за релігійними напрямками:
Мусульмани 97,82 з них
Суніти 95,55 (ханіфіти 1,57; шафіїти 37,57; ханбаліти 53,56; малікіти 2,85)
Шиїти 2,27 (імаміти 1,28; ісмаїліти 0,53; зейдіти і ноктавіти 0,46)
Християни 2,03 (латинські католики 1,88; протестанти 0,05)
Зороастрійці 0,01 -(Імігранти з Бомбея, парси, проживають на узбережжі Червоного моря);
Індуїсти 0,14.
Релігійна композиція Саудівської Аравії за даними Світової демографічної статистики ООН в 2010 році:
Мусульманське населення — 25,520,000;
Християнське населення — 120000;
Населення індусів — 310000;
Буддійське населення 310000;
Народні релігії 90000;
Інші релігії 70000;
Єврейське населення 70000.

## Релігійна освіта
Підготовку релігійних викладачів кутабів здійснюють понад 20 різних навчальних закладів початкових та середніх шкіл, що розташовані в Ер-Ріяді, Шакрі, Бурайді, Анайзі. Вищу релігійну освіту отримують у мусульманському університеті в Медині.
Ваххабіти навчаються в Мадрасат ахль Ель-Хадис (найстарішому навчальному закладі Саудівської Аравії), який розташований у Мецці. В місті Мекка діють навчальні заклади всіх чотирьох мазхабів та шиїтів-джафаритів.

## Святі місця Саудівської Аравії

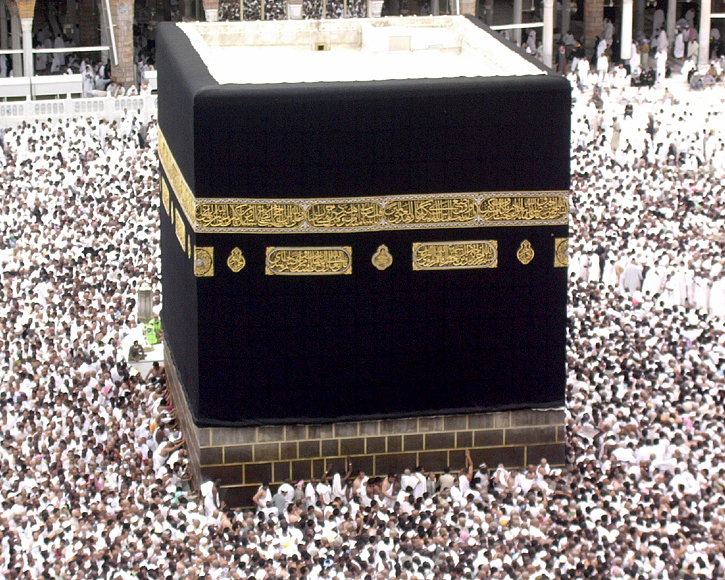
Кааба-старовина святиня

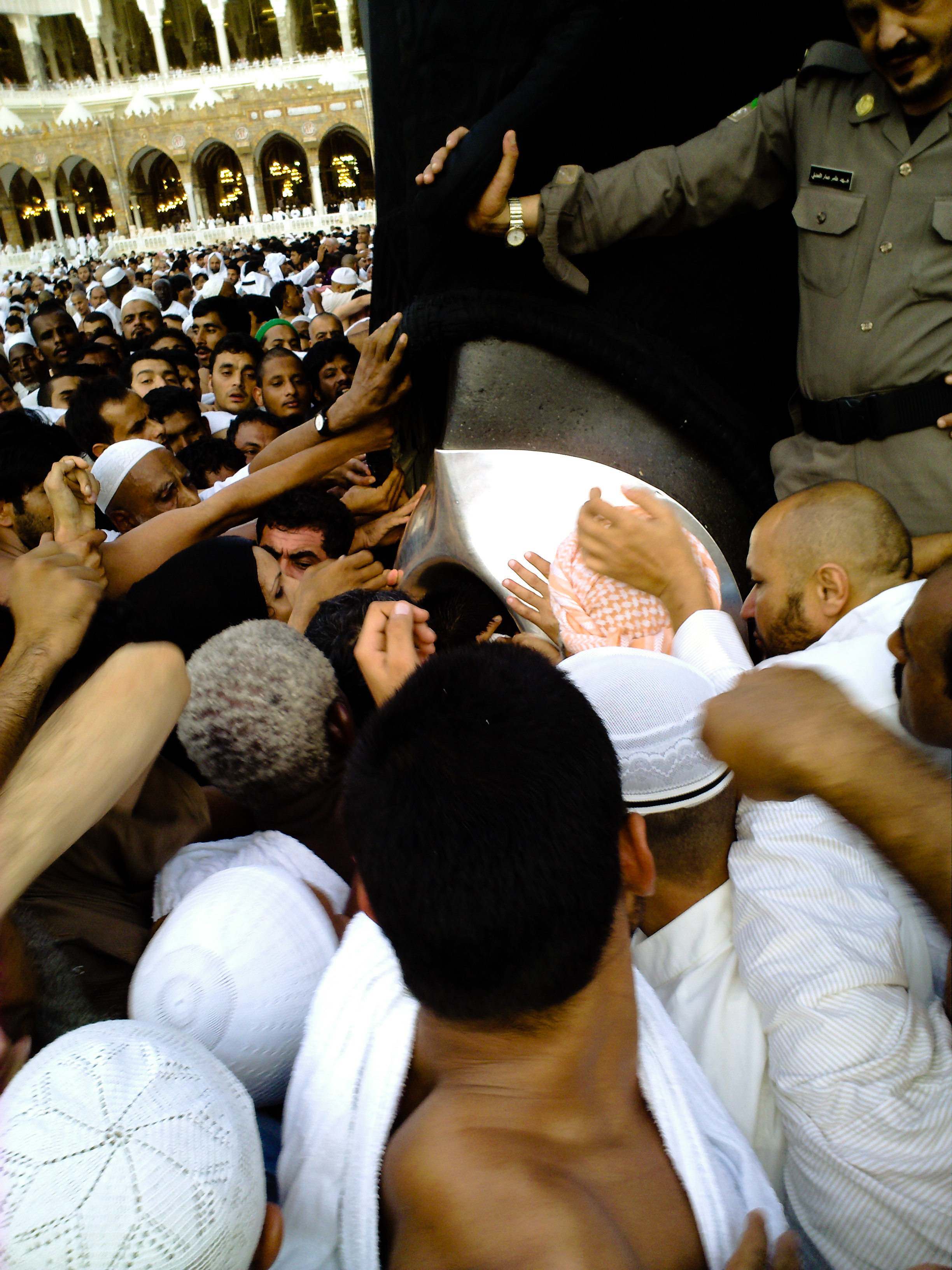
Кожен мусульмани хоче доторкнутися до Чорного каменю, що знаходиться у східному куті Кааби.

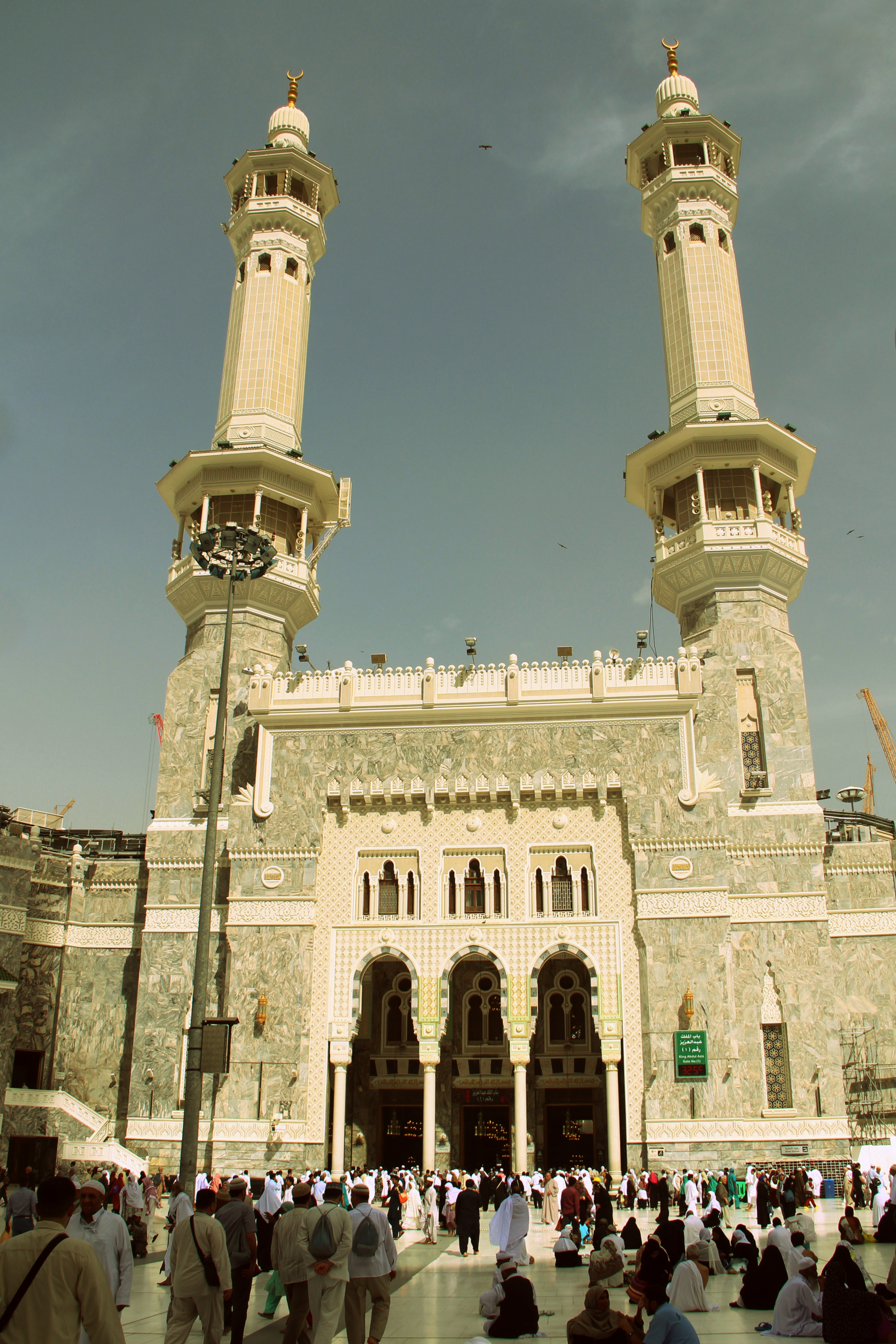
Мечеть Масджид Аль-Харам.

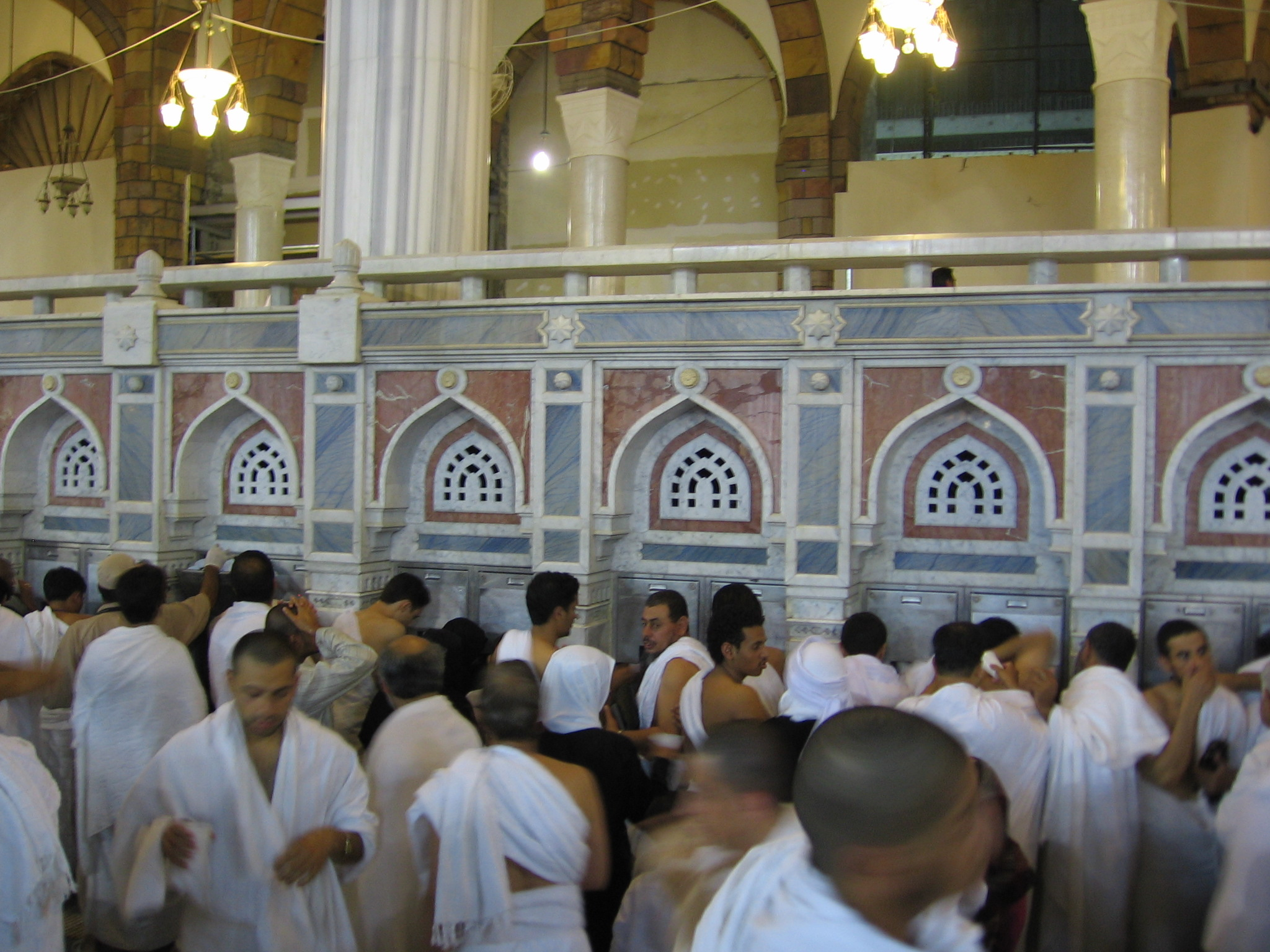
Паломники біля колодязю Замзам у місті Мекка.

Священним центром усіх мусульман світу є Мекка де, за переказами, деякий час жили Адам, Хавва (Єва), Ібрахім, Ісмаїл, Хаджар; тут народився пророк Мухамед.
Паломництво в Мекку (хадж), де треба кілька разів обійти навколо старовинної святині — Кааби, зобов'язаний здійснити кожен повнолітній мусульманин за наявності фізичних і матеріальних можливостей. Тому, хто не може здійснити хадж самостійно, дозволяється відправити замість себе «заступника». Паломники прибувають до Мекки на сьомий день місяця зу-л-хиджжа і переходять в іхрам — особливий стан, необхідний для здійснення малого (умра) і великого (хадж) паломництва. Вони очищаються омиванням, стрижуть волосся і нігті, надягають вбрання, яке складається з двох шматків простої білої тканини. Паломник вирушає до Кааби, та здійснює ще деякі обов'язкові ритуали.
На подвір'ї головної мекканської мечеті Масджид Аль-Харам знаходиться Кааба (споруда заввишки 15 м з основою із сірого каменю на невисокому (0,25 м) мармуровому фундаменті, покрита чорною парчевою тканиною. Кути Кааби розташовані приблизно за напрямом сторін світу. У східному куті Кааби на висоті приблизно 1,5 м у спеціальній ніші вміщений знаменитий Чорний камінь — предмет поклоніння, що символізує всемогутнього Бога, імовірно, метеоритного або вулканічного походження. Розповідають, що колись він був яхонтом, посланим на землю Алахом, але почорнів від людських гріхів. Прочанин повинен потрапити в людську круговерть у дворі мечеті. Якщо йому не пощастить доторкнутися до Каменя, треба поцілувати свою долоню і виставити її у бік цієї святині. Після цього починається семиразовий обхід головного ісламського святилища. Потім прочани п'ють воду зі священного джерела Замзам, воду з нього беруть із собою в спеціальній посудині. Після тавафа (обхід навколо Кааби) мусульмани — учасники «малого паломництва» повинні здолати кількасот метрів між пагорбами Сафа і Марва неподалік від Священної Мечеті. Переказ пов'язує ці ритуальні дії зі стражданнями Хаджар і її Сина Ісмаїла, коли в пошуках води вона сім разів пробігла між пагорбами.
У долині Міна паломники кидають каміння в стовпи, що символізують диявола, який ставав на шляху місій Авраама і Мухаммеда, потім ріжуть жертовних тварин. Після цього вони бриють голову і йдуть до Мекки для здійснення останнього обходу Кааби.
У Медині знаходиться місце поховання Мухаммеда, могили його дочки Фатими та перших халіфів Абу — Бекра та Омара. На місці будинку, де помер пророк, побудована велика мечеть Муххамеда Масджид ан-Набі, площею більше 100 тис. кв. метрів.